# Kaltrina Krasniqi
Kaltrina Krasniqi (Pristina, 1981) és una directora de cinema albanesa-kosovar, una de les primeres dones del seu país en llicenciar-se en cinema a la Universitat de Pristina.
Refugiada a la Guerra de Kosovo, Kaltrina viu a la seua ciutat natal amb el seu marit, el músic Genc Salihu, i regenta una llibreria. És també la impulsora de The Oral History Project, un projecte que té per objectiu recopilar els testimonis de diverses generacions de kosovars.
El 2021 estrena Vera andrron detin (Vera Dreams on the Sea), amb guió de la seua amiga Doruntina Basha, i basada parcialment en fets reals. Va guanyar el gran premi de ficció al International Film Festival and Forum on Human Rights, així com al Festival Internacional de Cinema de Tòquio.